# Næsbyhoved-Broby
Næsbyhoved-Broby er en lille satellitby på Fyn med 1.537 indbyggere  (2024). Byen tilhører Odense Kommune og er beliggende i Region Syddanmark. Næsbyhoved-Broby er beliggende i Næsbyhoved-Broby Sogn (indtil 1970 i Odense Herred, Odense Amt).

## Historie
Næsbyhoved Broby nævnes første gang omkring 1280 som Norræbroby, i 1446 som Broby. Efterleddet viser, at der er tale om en by.
I 1682 bestod landsbyen af 21 gårde, 5 huse med jord og 1 hus uden jord. Det samlede dyrkede areal udgjorde 589,8 tønder land, skyldsat til 159,25 tdr. hartkorn. Dyrkningsformen var trevangsbrug.
Næsbyhoved Broby blev udskiftet i 1788.
Omkring år 1900 havde Næsbyhoved Broby kirke, skole, kro, mølle og andelsmejeri.
En ny skole blev opført 1915.
I 1950-erne havde Næsbyhoved Broby kirke, skole med forskole og folkebibliotek, forsamlingshus (opført 1900), stadion, alderdomshjem, kro og mølle.